# Микулинская волость (Тверской уезд)
Микулинская волость — административная единица в составе Тверской губернии России.
Село Микулино Городище — волостной центр. Ныне на территории административно-территориальной единицы Лотошино с административной территорией (до 2019 года — Лотошинский район) Московской области.

## История
До 1924 года входила в Старицкий уезд, с 1924 года — в Тверской уезд. C 12.07.1929 вошла в состав создаваемого Лотошинского района Московской области.

## Состав
В состав Микулинской волости входили Звягинский, Ильинский, Калицинский, Киевский, Микулинский, Нововасильевский, Палкинский, Речковский, Рождественский, Федосовский, Храневский сельсоветы.